# 魔法少女奈葉 The MOVIE 2nd A's
（ / ）為於2012年7月14日上映的『魔法少女奈葉A's』電影化作品。

## 概要
2005年放映的動畫『魔法少女奈葉A's』的電影化、2010年放映的電影『魔法少女奈葉 The MOVIE 1st』的再續集。於2010年11月23日宣布開始製作，預計2012年上映。
2011年11月30日開啟官方網站，並宣布2012年夏天放映（2012年7月14日正式上映）。於第一部的發佈時間剛好相反。

### 故事設定
大體與動畫版劇情相應，但更重點表現闇之书和守護騎士的故事細節，而且假面的戰士也沒有登場。

#### 与原作之区别
除了作画大幅强化与音乐的变更之外，剧场版与原作相比亦有大量细节上的改动。
- 与双子猫、格拉哈姆提督以及奈叶一家相关的剧情被全部删去。
- 追加序章与终章——两者皆发生在故事的两年后。
- 奈叶、菲特、维塔的魔导器形状有细微改变。奈叶与菲特在启动凰霞模式与雷神模式后追加新的服装。
- 剧场版中暗之书觉醒的原因是为了防止八神疾风被卡车撞到而自行启动。原作是某天夜里突然觉醒。
- 剧场版中琳芙丝从一开始就已出场，且八神疾风在暗之书觉醒前就可以和梦中与她交流，只是在每次醒来后会被抹除记忆。原作中琳芙丝在八神疾风在失去意识之后才第一次登场。
- 剧场版中，和守护骑士的初次交战中奈叶和菲特同时被抽走念力核心（Linker Core），并且奈叶也并未使用星光爆裂（Starlight Breaker）。原作中这一战中被抽走念力核心的只有奈叶。
- 剧场版中，奈叶和菲特的再会发生在和守护骑士战斗之前；原作是在和守护骑士交战的过程中。
- 原作中奈叶和菲特在沙漠中追踪维塔与席格娜的战斗被删去。
- 剧场版中琳蒂提督也进入了战场，但并没有实际展开战斗。
- 剧场版中琳芙丝在过去曾经和守护骑士们有过交流，并且披露了琳芙丝和守护骑士们穿戴盔甲的样子。原作中守护骑士们到故事最后才得知琳芙丝的存在。
- 删去了一部分守护骑士与八神疾风的日常剧情。
- 暗之书的防御程序的名称从“暗之书中的黑暗”变更为了“幽远咒夜（NachtWal）”，且剧场版追加了夜之蛇逐渐控制琳芙丝的描写。
- 剧场版中守护骑士的念动核心是被幽远咒夜所强制收集的。原作收集的人是假面战士。
- 剧场版中琳芙丝没有使用过星光爆裂。
- 菲特的梦境剧情被大幅强化。
- 剧场版中菲特从梦中脱出的时间变早，并和奈叶一起使用合体技将琳芙丝压制。原作依靠的是奈叶在外部，菲特在内部的同时攻击。
- 剧场版的决战大幅强化：从原作的原地打桩变为了运动战；奈叶的炮击追加了HUD；席格娜的风暴飞鹰变为了带有火焰的凤凰；琳芙丝参与决战并辅助疾风共同战斗；克罗诺的罗兰圣剑追加四发浮游炮配件，等。
- 将琳芙丝送走后，剧场版追加了奈叶与菲特安慰疾风的剧情。

以及大量细节修改。

## 角色
基本与原作配音对应，除了蕾蒂·罗兰的配音鈴木菜穂子因退役改由大原沙耶香代替。
- 高町奈叶：田村由香里
- 菲特·泰斯塔罗沙：水树奈奈
- 八神疾风：植田佳奈
- 席格娜：清水香里
- 薇塔：真田麻美
- 夏瑪爾：柚木涼香
- 札斐拉：一条和矢
- 夜天的魔导书（琳芙斯）：小林沙苗
- 琳蒂·哈洛温：久川綾
- 克罗诺·哈洛温：高橋美佳子
- 蕾蒂·罗兰：大原沙耶香
- 尤诺·斯克莱亚：水桥香织
- 艾尔芙：桑谷夏子
- 艾蜜·里米艾塔：松岡由貴
- 操作员A（アレックス）：平井啓二
- 操作员B（ランディ）：柿原徹也
- 玛莉爱尔·艾典泽：阪田佳代
- 亚丽沙·巴宁斯：釘宮理恵
- 月村铃香：清水愛
- 石田幸惠：佐久間紅美
- 普蕾希亚·泰斯塔罗莎：五十嵐麗
- 艾莉希亚·泰斯塔罗莎：水树奈奈
- 莉妮丝：浅野真澄
- 天使之翼II：尤加奈
- 担任教師：中村知子
- 旭日之心：Donna Burke（日语：ドナ·バーク）
- 雷光之斧：Kevin J.England
- 闇之書（ナハトヴァール）、清新聖風：Alexandra Haefelin
- 烈焰魔劍、審判之錘：Tetsuya Kakihara
- 羅蘭聖劍：Wayne Doster

除外还有青木強、松本忍、内匠靖明参与配音。

## 製作人員
- 企画、製作：NANOHA The MOVIE 2nd A's PROJECT
- 原作、脚本：都築真紀
- 監督：草川啓造
- 人物设定、总作画监督：奥田泰弘
- 色彩設定：田崎智子
- 美術監督：片平真司
- 動畫制作：Seven Arcs

## 主題歌
主题曲
- 「BRIGHT STREAM」

作詞：水樹奈奈
作曲：吉木絵里子
編曲：藤間仁
演唱：水樹奈奈（KING RECORDS）
片尾曲
- 「微笑みのプルマージュ」

作詞：松井五郎
作曲：太田雅友
編曲：太田雅友
演唱：田村ゆかり（KING RECORDS）
挿入歌
- 「Sacred Force」

作詞：Hibiki
作曲：Shihori
編曲：藤間仁
演唱：水樹奈奈（KING RECORDS）
- 「Snow Rain 〜Ver.Holy Night〜」

作詞：都築真紀
作曲：happy soulman
編曲：高瀬一矢
演唱：植田佳奈

## 脚注
1. ↑  映画「魔法少女リリカルなのは The MOVIE 2nd A’s」の製作が決定、2012年公開へ （页面存档备份，存于）、GIGAZINE、2010年11月23日。
2. ↑  『娘TYPE』2012年1月号、都築真紀インタビューより。

## 外部連結
- 魔法少女リリカルなのはThe MOVIE 2nd A's 公式サイト （页面存档备份，存于）